# 別所パーキングエリア
別所パーキングエリア（べっしょパーキングエリア）は、兵庫県姫路市別所町別所にある姫路バイパス（国道2号）上のパーキングエリアである。同バイパスの別所ランプと併設されている。

## 概要
2011年（平成23年）3月31日で休止となったが、西日本高速道路に管理先を変更した上で、2012年（平成24年）4月（下り線・上り線は同年5月に開業）にハイウェイコンビニと飲食店が開業した。
現在の店舗運営は上り線はD.Doors株式会社、下り線は西日本高速道路ロジスティックスが行っている。日本では国道はバイパスでも基本的に無料で通行できる。なので無料区間に西日本高速道路が運営する施設があるのは珍しい。
2020年（令和2年）4月9日に上下線のお食事コーナーがリニューアルオープンした。

## 道路
- 姫路バイパス（国道2号）

## 施設

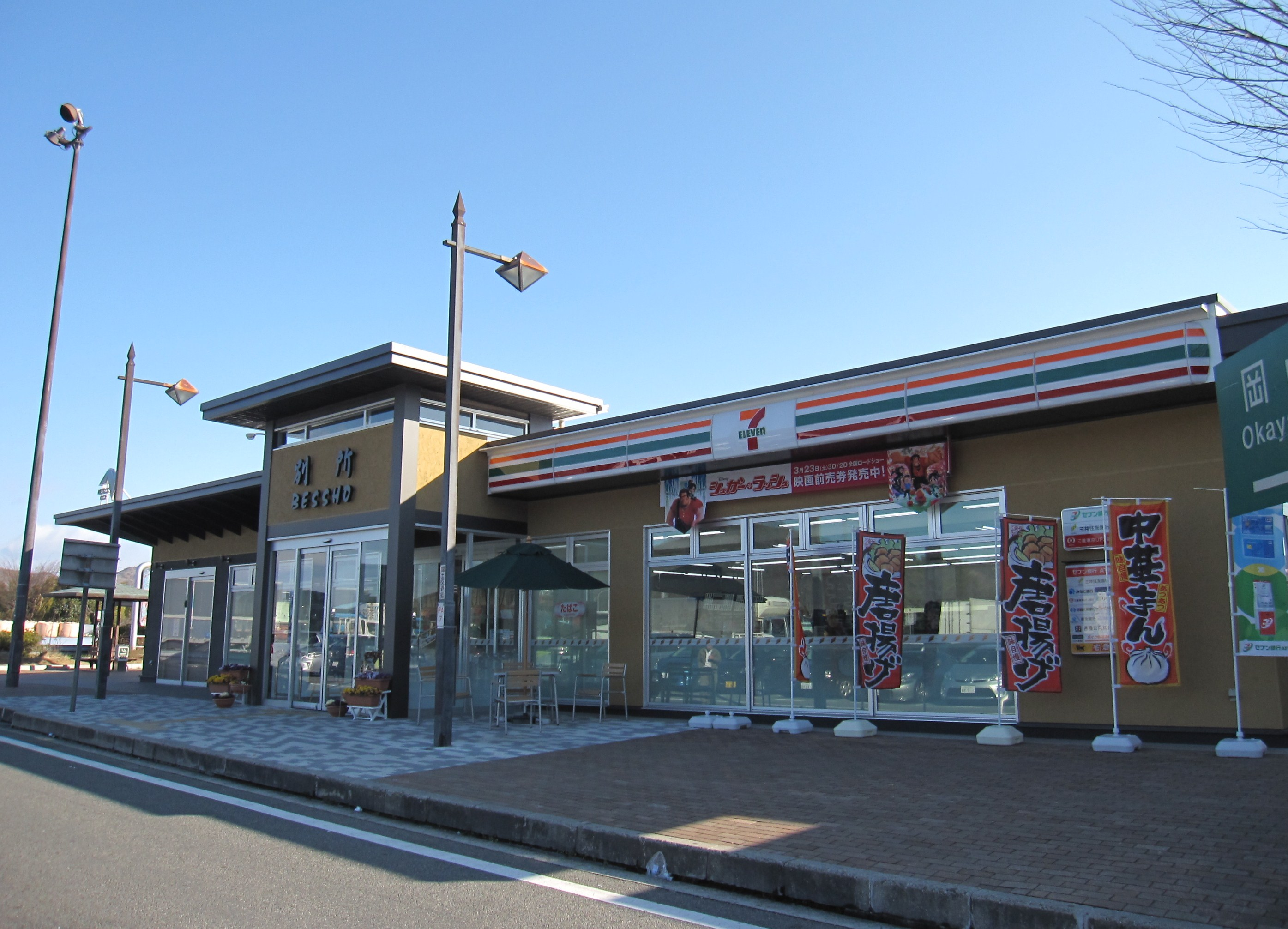
別所パーキングエリア
下り線（たつの・相生・岡山方面）施設

### 上り線（高砂・加古川・明石・神戸・大阪方面）
- 駐車場
  - 大型 22台
  - 小型 48台
  - 車椅子用駐車場有
- トイレ
  - 男 大5(和式4・洋式1)、小16
  - 女 16(和式13・洋式3)
    - 同伴の男児用 1

  - 車椅子用 2
- セブン-イレブン別所PA上り店（24時間）
- スナックコーナー（まねき食品 席数25席）（7:00 - 20:00）

### 下り線（福崎・姫路市街・たつの・相生・岡山方面）
- 駐車場
  - 大型 24台
  - 小型 48台
  - 車椅子用駐車場有
- トイレ
  - 男 大5(和式4・洋式1)、小16
  - 女 16(和式13・洋式3)
    - 同伴の男児用 1

  - 車椅子用 2
- セブン-イレブン別所PA下り店（24時間）
- スナックコーナー（まねき食品 席数25席）（7:00 - 20:00）

## 隣
姫路バイパス
高砂西ランプ - 別所ランプ/別所PA - 姫路JCT